# Кутузовська (платформа, МЦД-4)
Кутузовська — зупинний пункт на сполучній лінії Київського та Смоленського напрямків МЗ у Москві, також входить до складу маршруту МЦД-4 Московських центральних діаметрів.
Відкрито 9 вересня 2023 року.

Станцію зведено у Дорогомиловському районі на розі Кутузовського проспекту та Третього транспортного кільця (ТТК); вона розташована між Москвою-річкою та Кутузовським проспектом.

## Пересадки
- Кутузовська,
- Кутузовська